# Abdelkrim Bahloul
Abdelkrim Bahloul (àrab: عبد الكريم بهلول, ʿAbd al-Karīm Bahlūl) (Boufarik, Algèria, 25 d'octubre de 1950) és un actor, director de cinema i guionista franco-algerià.

## Biografia
Abdelkrim Bahloul va estudiar en el Conservatori Nacional d'Art Dramàtic d'Alger, de 1968 a 1971, i després al Conservatori Superior Nacional d'Art Dramàtic de París, entre 1976 i 1977.
En 1973, va defensar i va obtenir un mestratge en Humanitats per la Universitat de la Sorbonne Nova.
Simultàniament, entre 1972 a 1975, va estudiar cinematografia a l'IDHEC.
De 1976 a 1980, va ser operador de càmera a Antenne 2 i TF1, per a posteriorment ser assistent-realitzador a TF1, de 1980 a 1983.

## Filmografia parcial

### Com a director de cinema

#### Llargmetratges
- 1984 : Le Thé à la menthe
- 1992 : Un vampire au paradis
- 1996 : Les Sœurs Hamlet
- 1997 : La nuit du destin
- 2004 : Le soleil assassiné
- 2009 : Le voyage à Alger

#### Curtmetratges
- 1975 : La Cellule
- 1978 : La Cible
- 2000 : Le Loupiot
- 2011 : Un amour sur la pointe des pieds

### Com a actor

#### Al cuinema
- 2000 : Yamakasi de Julien Seri i Ariel Zeïtoun
- 2001 : L'autre monde de Merzak Allouache
- 2002 : Le porteur de cartable de Caroline Huppert
- 2006 : Babor D'Zaïr de Merzak Allouache
- 2010 : Sables noirs de Julien Seri
- 2011 : L'Assaut de Julien Leclercq
- 2013 : Wolf de Jim Taihuttu
- 2013 : Lily Rose de Bruno Ballouard
- 2014 : Maintenant, ils peuvent venir de Salem Brahimi
- 2015 : Waiting for you de Charles Garrad

#### A la televisió
- 2006 : Harkis d'Alain Tasma (telefilm)
- 2010 : Boulevard du Palais (sèrie de televisió), France 2
- 2011 : Interpol (sèrie de televisió), TF1

### En el teatro
- 2010 : Race! de Marc Hoelsmoortel, posada en escena de Stéphane Bouvet (Comedia Saint Michel)

## Premis i distincions
Festival Internacional de Cinema de Sant Sebastià
| Any  | Categoria    | Pel·lícula          | Resultat  |
| ---- | ------------ | ------------------- | --------- |
| 2003 | Premi GEHITU | Le soleil assassiné | Guanyador |

- 1992 : Gran Premi del Festival de Cinema de Comèdia de Chamrousse per Un vampire au paradis
- 1992 : Gran Premi del Festival Internacional de Cinema per a la infància i la joventut de París (FIFEJ) per Un vampire au paradis
- 1992 : Laure Marsac, millor actriu en el Festival Internacional de Cinema per a Nens i Joves de París (FIFEJ) per Un vampire au paradis
- 1997 : Premi del millor film en el "All Africa Films Awards" de Johannesburg per La Nuit du destin
- 1997 : Premi del millor realitzador en el "All Africa Films Awards" de Johannesburg per La Nuit du destin
- 1997 : Gran Premi de la XVII edició de la Mostra de València per Les Sœurs Hamlet
- 1998 : Gran Premi del Festival Vues d’Afrique i Mont-real per Les Sœurs Hamlet
- 2003 : Golden Zénith en el Festival Internacional de Cinema de Mont-real per Le Soleil assassiné
- 2010 : Tanit d'or del públic al Festival Internacional de Cartago per Le Voyage à Alger
- 2011 : Millor escenari (Abdelkrim Bahloul i Neila Chekkat) per Le Voyage à Alger al FESPACO 2011
- 2011 : Millor actriu (Sami Meziane) per Le Voyage à Alger al FESPACO 2011
- 2011 : Gran Premi Radio Canada al Festival Vues d'Afrique a Mont-real per Le Voyage à Alger

Seleccions
- 1984 : Festival de Canes, selecció Perspectives de la cinematografia francesa per Le Thé à la menthe
- 2004 : 61a Mostra Internacional de Cinema de Venècia, selecció en la secció Contre-courant per Le Soleil assassiné